# Nová Ves, Třebíč
Nová Ves là một làng thuộc huyện Třebíč, vùng Vysočina, Cộng hòa Séc.